# Omfartsvej nordøst om Ringkøbing
|  | Denne artikel beskriver en fremtidig begivenhed Denne artikel eller sektion handler om planlagt eller forventet fremtidig begivenhed. Der kan forekomme spekulativ information, og indholdet kan ændres dramatisk når begivenheden nærmer sig og mere information bliver tilgængelig. |

 Omfartsvej nordøst om Ringkøbing  er en foreslået omfartsvej der skal gå fra Herningvej og til Vestre Ringvej nordøst for Ringkøbing. 
Den er en del af primærrute 15 der går imellem Søndervig og Grenaa.
Vejen skal være med til at få den tunge trafik der kommer fra Herning og skal mod Søndervig eller Holstebro til at køre uden om Ringkøbing, så byen ikke bliver belastet af så meget gennemkørende trafik.
Vejen skal forbinder Herningvej primærrute 15 i syd med Vestre Ringvej primærrute 16 i nord, og har forbindelse til Holstebro.
Vejdirektoratet er i gang med at lave en VVM-redegørelse af primærrute 15 mellem Herning og Ringkøbing, i undersøgelsen indgår en omfartsvej nordøst om Ringkøbing.
Den 5. juli 2022 blev Vejdirektoratet færdig med en VVM-redegørelse af en omfartsvej nordøst om Ringkøbing, VVM indeholder fire forslag til linjeføringen.
1B Ydre omfartsvej og 1C Ydre omfartsvej (sydligt forløb) mellem Nordre Ringvej og Herningvej og 1D Indre omfartsvej og 1E Indre omfartsvej (nordligt forløb) mellem Nordre Ringvej og Herningvej. 
1B-1C Ydre omfartsvej foreslås som 2+1 sporet vej, mens en 1D-1E indre omfartsvej foreslås som en to sporet vej. 